# Pascula ozenneana
Pascula ozenneana is een slakkensoort uit de familie van de Muricidae. De wetenschappelijke naam van de soort is voor het eerst geldig gepubliceerd in 1861 door Crosse.